# Grupo Megavisión
Grupo Megavisión (GMV) es una empresa de televisión salvadoreña. Cuenta con 3 canales de televisión y 6 estaciones de radio a nivel nacional. Fue fundada por el empresario salvadoreño de origen palestino Óscar Antonio Safie Zacarías.

## Alianzas
En 1998, el Grupo Megavisión firma una alianza estrátegica con Nickelodeon, para transmitir su señal en el canal 19 y desde ese momento Canal 19 se convierte en un canal exclusivo de programación infantil de dicha cadena de dibujos animados, que pertenece a MTV Networks, en septiembre de 2012 el Canal 19 se convierte en un canal de noticias.
En 2006 se crea una nueva alianza siempre con MTV Networks, esta vez con VH1, para que Canal 21 transmita la programación destacada de dicho canal musical. 
El Grupo Megavisión firma un convenio de cooperación con seis televisoras de El Salvador en el año 2009. La alianza firmada establece un vínculo estratégico que permitirá a Telenoticias 21 y a su Red de Afiliadas mantener un intercambio continuo de notas informativas y reportajes especiales. Al tiempo que establece un marco de cooperación en materia de producción.

## Televisión
Destacan 3 canales de televisión del Grupo Megavisión, los cuales se encuentran disponibles en formato digital desde el 31 de enero de 2024, tras la inauguración de su nueva planta de transmisión digital FullHD ubicada en "El Boquerón, del Volcán de San Salvador.
| Logo           | Nombre                                 | Programación | Fundación               | Canales                                         |
| -------------- | -------------------------------------- | --- | ----------------------- | ----------------------------------------------- |
|                | Canal 21 Tome el control               | Canal principal generalista, con programación variada. Entre la programación destaca el programa de entrevistas Diálogo, el noticiero Telenoticias Megavisión, entretenimiento, entre otros. | 1 de marzo de 1993      | Canal 21 (Análogo) Canal 21.1 (ISDB-Tb) (Cable) |
| Canal 19 Verde | Canal 19 Tu canal con conciencia verde | Canal temático, con una oferta especializada en programas de opinión, deportes, entre otros. Anteriormente fue un canal juvenil, después infantil y de noticias.                             | 3 de septiembre de 2012 | Canal 19 (Análogo) Canal 19.1 (ISDB-Tb) (Cable) |

## Radios de Grupo Megavisión
- Corazón 97.3 FM (Zona Central)
- Fuego 107.7 FM (Nacional)
- Sonsomix 92.5 FM (Sonsonate)
- Radio La Libertad 98.1 FM (La Libertad)
- Jiboa 90.5 FM (San Vicente)
- La Sabrosa 98.1 FM (Usulután)